# Carlos Rovira
Carlos Eduardo Rovira (Posadas, 18 de febrero de 1956) es un ingeniero y político argentino. En el período comprendido entre 1999 y 2007, ocupó el cargo de gobernador de Misiones. Anteriormente, desde 1995 también se desempeñó como intendente de la ciudad de Posadas. Actualmente, integra la Cámara de Representantes de la Provincia de Misiones desde hace casi 20 años, y preside el Partido de la Concordia Social.

## Primeros años e inicios
Nació en la ciudad de Posadas en el seno de una familia judía, donde pasó toda su infancia. Realizó sus estudios primarios en el Colegio Roque González y los secundarios en la Escuela Provincial de Educación Técnica n.° 1 «UNESCO», egresando como Técnico mecánico. Se recibió de Ingeniero químico en la Universidad Nacional de Misiones, titulándose su tesis El sistema de tratamiento y depósito final de residuos. Posteriormente cursó un postgrado en Ingeniería Sanitaria en la Universidad de Buenos Aires.En el ámbito docente, ocupó varios cargos en la Facultad de Ciencias Exactas, Químicas y Naturales de la Universidad Nacional de Misiones, como Ayudante de Cátedra y Jefe de Trabajos Prácticos durante el período 1978-1984.
Además, Carlos Rovira se desempeñó como consultor de temas ambientales y participó activamente en el desarrollo de modelos matemáticos de calidad de aguas para las represas de Yacyretá y Urugua-i, y el monitoreo de calidad de agua del Río Paraná
Al realizarse las elecciones en 1973, fue elegido diputado provincial para el período 1973-1977, dónde impulso proyectos para proteger la producción yerbatera de Misiones y beneficios fiscales para pequeños productores, su mandato como diputado fue interrumpido por la disolución de la legislatura, al producirse el golpe de Estado de 1976 tras lo cual fue detenido por las autoridades militares.
Fue presidente de la Dirección Provincial de Vialidad, durante el período 1992 y 1995, designado por el gobernador Ramón Puerta. En 1995 fue elegido como Intendente de Posadas, postulándose por el Partido Justicialista.

## Gobernador de la Provincia de Misiones (1999 - 2007)
Durante su último año de gestión como intendente, en 1999 se postuló a Gobernador de Misiones y fue elegido con más del 55 por ciento de los votos, para el período de 1999 a 2003. En medio de la crisis de diciembre de 2001 en Argentina, se abstuvo de renunciar para «no abandonar el cargo por el cual el soberano lo eligió».
EL 29 de mayo de 2003 se distanció del justicialismo local, cuyo principal referente era Puerta, y decidió fundar un nuevo partido donde confluyeron sectores peronistas, radicales y de otros pequeños movimientos provinciales, el Frente Renovador de la Concordia Social y así impulsar su reelección. Fue nombrado presidente de aquel, y de vicepresidente a Maurice Fabián Closs, abogado de militancia radical. 
El 28 de septiembre de 2003, mediante su partido, fue reelegido para un nuevo período como Gobernador, el cual finalizó en 2007.
Tras abandonar la gobernación en 2007, fue elegido como diputado provincial, desempeñándose como presidente de la Cámara de Representantes de la Provincia de Misiones.
Con el objetivo de fomentar el desarrollo impulso la construcción de las represas de Garabí y Panambí.Durante su gestión, se inauguró el parque industrial de Posadas, un el predio de 112 hectáreas ubicado en el extremo oeste de Posadas.En cuanto a su gestión, se le atribuye el impulso de políticas de desarrollo provincial, especialmente en áreas como infraestructura, educación y turismo. Durante su mandato como gobernador, se implementaron diversos programas y proyectos que buscaron mejorar la calidad de vida de los ciudadanos.
Se construyeron cinco mil, mil, y trescientas viviendas, como parte de los planes de Ayuda Mutua, del FONAVI. Se construyeron hospitales de tránsito en el interior de la provincia y se creó la red de radiocomunicación sanitaria. Se impulsaron diversas leyes, entre las más destacadas: la de la jubilación para las amas de casa, de protección al menor, de ayuda a madres solteras de escasos recursos y de seguro escolar gratuit a través de la ley provincial n.º 5235.

### Reforma de la constitución provincial
En el 2006 la Legislatura provincial votó una ley llamando a Convención Constituyente.

El gobernador y el vicegobernador pueden ser reelegidos hasta por un periodo legal. Asimismo podrán sucederse recíprocamente por un único periodo sin derecho a reelección.
Constitución de la provincia de Misiones

El 29 de octubre de 2006 se llevaron a cabo las elecciones para la elección de Convencionales Constituyentes el Frente Renovador, liderado por Viviana Rovira, encabezaba la lista del a favor de la reforma, y el partido Frente Unidos por la Dignidad (FUD) de Joaquín Piña. La jornada de las elecciones transcurrió con normalidad:
| Partido               | Partido                          | Votos   | %     | Convencionales | Candidatos |
| --------------------- | -------------------------------- | ------- | ----- | -------------- | --- |
|                       | Frente Unidos por la Dignidad    | 251.473 | 56,59 | 20/35          | Ver candidatos: 1. Joaquín Piña 2. Juana Dora Bárbaro 3. Pedro Kalmbach 4. Juan Carlos Belgrano 5. Adela María Helguera 6. Adolfo Velázquez 7. Augusto Daniel González 8. María Josefa Ramírez 9. Benigno Héctor Gómez 10. Juan Pasamán Znacovski 11. Leonardo Schindler 12. Angélica Mendoza 13. Hugo Aníbal Sand 14. Mariano Díaz 15. Rossana Andrea Barrios 16. Juan Rubén Congost 17. Enrique Fernández Pillado 18. María Beatriz Allassia 19. Ariel Vicente Vera 20. Juan Yahdjian 21. María Mercedes Jiménez de Gallero 22. Juan Carlos Di Marco 23. Emilio Rosario Kusik 24. Tomasa González 25. José Orlando Lepori 26. Luis César Capaia 27. Celia Floria Báez 28. Érico Ricardo Barney 29. Julio Argentino Sánchez 30. Inés María del Rosario Mondo 31. Olga Mónica Gurina 32. Luis Alberto Andrusyszyn 33. Vitalino Urtado Acosta Mendoza 34. Jorge Gabriel Duarte 35. Cepriano Giménez |
|                       | Frente Renovador de la Concordia | 192.940 | 43,41 | 15/35          | Ver candidatos: 1. Lidia Bina Viviana Rovira 2. Orlando Ramón Franco 3. Cecilia Britto 4. Luis Fernando dei Castelli 5. María Elsa Urbina 6. Jorge Daniel Franco 7. Silvia Risko 8. Alex Roberto Ziegler 9. María Dilma Salas 10. Joaquín Sánchez 11. Beatriz Nicolau 12. Héctor Daniel Gauna 13. Jorge Alfredo Pernigotti 14. Norma Edelwis Peroni 15. José Daniel Guccione 16. Norma Raquel Sawicz 17. Carlos Marcelo Syniuk 18. Marta Lía Hendrie 19. Enrique Igor Peczak 20. Lucía Ana Gryceniuk 21. Héctor Raúl Albea 22. Lilia Marien Marchesini 23. Oscar Herrera Ahuad 24. Mónica Lourdes Revinski 25. Carlos Rubén Martínez 26. Rosa Vargas 27. Héctor Raúl Vallejos 28. Maritza Mabel Ramos 29. Dante Wolfgang Pigerl 30. Alba Nelly Navarro 31. Oscar Petroff 32. Gladys Zelmer 33. Eduardo Enrique Torres 34. Walter Edgar López 35. María Rosa Feversani                              |
| Votos positivos       | Votos positivos                  | 444.413 | 98,11 |                | |
| Votos en blanco       | Votos en blanco                  | 5.307   | 1,17  |                | |
| Votos nulos           | Votos nulos                      | 3.267   | 0,72  |                | |
| Participación         | Participación                    | 452.987 | 69,27 |                | |
| Abstenciones          | Abstenciones                     | 200.986 | 30,73 |                | |
| Electores registrados | Electores registrados            | 653.973 | 100   |                | |
| Fuentes:              |                                  |         |       |                | |

### Agricultura
Programa Pro Valor: El principal objetivo se subraya en mejorar el valor agregado de la cadena productiva, para poder llegar a que Misiones sea una provincia que tenga su propio auto-abastecimiento de alimentos, objetivo que se cumple a más de 50 por ciento. Dicho programa destina 3 millones de pesos inicialmente, que provienen de recursos genuinos de la Provincia a proyectos productivos. Está organizado bajo la modalidad de concurso público de proyectos, destinado a las personas físicas y jurídicas que cumplan con requisitos tales como operar y tener su sede en la Provincia y contar con la documentación legal respaldatoria. Los tipos de proyectos elegibles son; turísticos, foresto industrial, agronegocio entre otros. Todos los créditos son otorgados en un plazo de 48 meses con 12 de gracia y con 36 meses para la devolución en cuotas iguales y consecutivas. 
En noviembre de 2004 el Gobierno de Rovira anuncia el Plan Tractor para la mecanización de los colonos. Se trata de líneas de financiamiento a través de un fondo fiduciario para que los productores puedan adquirir tractores. El objetivo es mecanizar el sector agrícola para mejorar la calidad e incorporar un nuevo concepto y "dejar atrás el uso de bueyes".
Durante su primera gestión, Rovira inauguró en Cerro Azul la Planta de Procesamiento de Miel y el Instituto Superior de Formación y Desarrollo rural – Tecnicatura en Gestión frutihorticola; Electrificación Rural para familias y cooperativas avícolas.
Puso en marcha la Primera bodega-escuela de Misiones en Cerro Azul. La iniciativa enmarcada en el “Proyecto Productivo Planta Piloto de Elaboración de Vinos” fue financiada con recursos del Ministerio del Agro y la Producción a través de la Subsecretaría de Reconversión y Diversificación Productiva, e instalada en la Estación Experimental Agropecuaria del INTA Cerro Azul.

### Política turística
Proyecto Ecoturístico en Andresito, fue puesto en valor en el marco del proyecto Caburé-i, de educación ambiental que funciona en la localidad de Andresito. Este es un emprendimiento que desarrolla en forma conjunta entre el Gobierno de Misiones a través del Ministerio de Ecología, Recursos Naturales Renovables y Turismo, la Administración de Parques Nacionales (APN), la Municipalidad de Andresito con la Cooperación Técnica y Financiera de la Agencia de Cooperación Internacional del Japón (JICA).

### Transporte
Se puso en marcha un sistema integrado de transportes fue implementado para la interconexión de destinos a partir del uso de un solo boleto, entre los municipios de Posadas, Garupá y Candelaria.
En agosto del 2005 se realizó el estudio para implementar el sistema. Más tarde, en el 2007 se inaugura la primera de las tres terminales proyectadas en Posadas, en cercanías del campus de la Universidad Nacional de Misiones; que articula el transporte correspondiente al corredor sur de la capital, que reúne el 60 por ciento de los pasajeros. En terrenos adyacentes de la Terminal de Ómnibus de Posadas, su sucesor, Maurice Closs inició la construcción de la segunda terminal.

### Educación y ciencia
El 7 de diciembre de 2007, Rovira inauguró la primera etapa del Complejo Parque Misionero del Conocimiento. en Posadas. Se trató de un edificio de seis pisos contenidos en una torre de 20 mil metros cuadrados, construida al borde de la Ruta Nacional 12 y acceso al Aeropuerto Internacional de Posadas. El Parque del Conocimiento funciona como centro de exposición y teatro; además, se dictan cursos de capacitación y cuenta con una biblioteca con cerca de 200 mil volúmenes.
En presentó el proyecto para el Parque Tecnológico Misiones, un complejo con infraestructura técnica para impulsar investigaciones científicas y educativas. El predio consta de 50 hectáreas, donde se fabrica bioetanol a partir de biomasa, la producción de cristales de stevia para edulcorante natural y una planta de puré de hortalizas deshidratada, además del centro de investigaciones entomológicas. Este último fue inaugurado en junio del 2010. Orientado al estudio de insectos, logró un importante avance en la producción de sericicultura a partir de la cría de gusanos de ceda.
Durante su segundo mandato en el mes de noviembre de 2005, Rovira inauguró Centro de Desarrollo e Investigación Tecnológica de Misiones en proximidades del aeropuerto viejo de la capital provincial.
El 21 de octubre de 2006 se inaugura la Biofábrica. Los laboratorios costaron aproximadamente 5.5 millones de pesos, permiten la multiplicación y mejoramiento genético de distintas especies, como pinos, eucaliptos, ananás o mamones, mandiocas y verduras.

### Salud
En julio de 2003, el Gobierno provincial propone una reforma sanitaria integral y que fue plasmada en un Proyecto de Ley de Salud, que fija un plan para las políticas públicas en salud.
En el año 2005 inicia la obra del nuevo Hospital Escuela de Agudos Ramón Madariaga, con el propósito de modernizarlo, y finalmente fue inaugurado en 2010.
El Hospital Madariaga se emplaza en el Parque de la Salud que comprende a dieciséis unidades sanitarias que abarcan servicios tales como rehabilitación, traumatología, oftalmología, cardiología, gastroenterología, ginecología, urología, anestesiología, emergencia, hematología, medicina transfusional, oncología, clínica médica, cirugía plástica reconstructiva, hemodiálisis, además de diagnóstico por imágenes, nutrición, servicio social, nefrología y anatomía patológica.

## Diputado Provincial (2007-presente)
Ante la imposibilidad de Rovira para postularse para un nuevo mandato, impulsa la candidatura de su delfín, Maurice Closs y se postula a la Cámara de Representantes de Misiones. Finalmente la fórmula Closs y Sandra Giménez triunfa, y Rovira, quien encabezó la lista a diputados provinciales, es electo como tal. 
El 7 de diciembre de 2007, cuatro días antes de recibir su diploma de diputado provincial, Rovira inauguró el Parque del Centro del Conocimiento. El 10 de diciembre de 2007 es electo presidente de la Cámara de Representantes de Misiones, triunfando por 29 votos positivos contra 11 negativos. Se desempeñó como tal durante ocho años consecutivos, siendo sucesivamente reelecto diputado.
En mayo de 2008, como presidente del cuerpo legislativo firmó un convenio con el Instituto de Estudios Superiores Hernando Arias de Saavedra y la Universidad Católica de Santa Fe, sede Posadas, para que los empleados legislativos empezaron a realizar carreras de pregrado, grado y postgrado con importantes descuentos en las cuotas e incluso de forma gratuita. Además, se suscribió un convenio con el SIPTED para la creación de núcleos educativos de servicios Educación Secundaria Abierta (ESA) - EGB3 y Polimodal para atender la demanda del personal y sus familiares directos. Esta política se mantiene hasta la actualidad, permitiendo así la capacitación de muchos misioneros.
En junio de 2008, mediante una iniciativa presentada junto a Sandra Montiel, Presidenta del Instituto de Previsión Social, se creó la Comisión Especial de Seguimiento de los Juicios por la Verdad, en el ámbito de la Cámara de Representantes de la Provincia de Misiones. Los objetivos de la Comisión instituida son realizar el seguimiento de los procesos judiciales que se lleven adelante por hechos ocurridos en jurisdicción provincial; mantener un registro actualizado del desarrollo de los juicios; y propiciar acciones legislativas tendientes a garantizar la reivindicación de los Derechos Humanos. 
Mientras que en el 2012, se dispuso que Misiones tenga un Centro de Documentación de Derechos Humanos. La iniciativa, única en su tipo en el ámbito legislativo de todo el país, fue impulsada por Carlos Rovira, con el objetivo de relevar, clasificar y preservar documentación relacionada con el terrorismo de Estado en Misiones.

El 26 de junio de 2011 es reelecto como diputado Provincial.
Parque de la Salud
El Parque de la Salud es un conjunto de edificaciones ubicadas en la Ciudad de Posadas, y su creación se dio a través de la Ley XVII Nº70, proyecto presentado por Rovira y aprobado por la mayoría del cuerpo legislativo de la Cámara de Representantes de Misiones. 
El Parque se encuentra ubicado en la chacra 10 de Posadas y está integrado por 16 Instituciones: 
- Hospital Escuela de Agudos Dr. Ramón Madariaga
- Hospital de Pediatría Dr. Fernando Barreyro
- Hospital Materno Neonatal
- Unidad Central de Emergencias y Traslados
- Banco de Sangre, Biológicos y Tejidos
- Unidad Académica
- Jardín Maternal Evita
- Laboratorio Central
- Farmacia del Parque de la Salud (FAPS)
- Hogar de Madres
- Registro de las Personas
- Escuela Especial
- UNaM (Enfermería - Bioquímica – Farmacia)
- Centro de Oncología y Terapia Radiante
- Consultorios de Especialidades Parque de la Salud
- Capilla

Además el Parque de la Salud cuenta con uno de los avances más modernos en materia de salud. El artefacto robótico que realiza operaciones a humanos, conocido como “El Da Vinci”. El Hospital Madariaga se convirtió en el 2012 en el primer Hospital público del país en contar con tecnología de ese nivel. El Da Vinci permite realizar cirugías urológicas, ginecológicas, torácicas, transoral, cardíacas, bariátricas y anorrectal en pediatría.
Fue inaugurado junto a la Plaza de la Militancia por la Inclusión Social Néstor C. Kirchner el 1 de mayo de 2011. El proyecto que llevó a la culminación de la obra - data del año 2008 - y es una remodelación del proyecto original de fines del año 1990, cuya construcción había sido paralizada poco tiempo después de haber comenzado. Basado en una adaptación y mejoramiento del sistema estructural del edificio, la idea plantea oficinas para Despachos, Secretarías, Salas de Reuniones de Comisiones, Auditorio para 70 personas y Dependencias; todo esto dispuesto en tres volúmenes bien definidos, con un ingreso bien diferenciado y un remate metálico sobre la terraza. El edificio muestra líneas simples y pocos elementos decorativos con aventajamientos corridos y espacio suficiente entre volúmenes para el mejor aprovechamiento de la iluminación natural. Cuenta con 12 pisos, 1 Terraza técnica y 1 subsuelo técnico. En la Planta baja, se encuentra el Hall de Recepción, 1 sala de Control y 1 de monitoreo de cámaras de seguridad, salas de computación y 1 sala de servidores, además de una cochera para 2 automóviles. Desde el 1º hasta el 11º piso, se encuentran 68 oficinas con su respectiva secretaría, auditorio con capacidad para 70 personas, adaptable a sala de Reunión de bloques, 4 salas de Reuniones de Bloques.
Mientras que el 30 de marzo de 2012, Carlos Rovira anunció la Reconstrucción edilicia del Palacio Legislativo. La decisión fue tomada luego de presentarse un informe técnico sobre las fallas estructurales que motivaron la reforma del edificio y los planos con las proyecciones de las nuevas instalaciones que reafirmarán a la Legislatura de Misiones como una de las más modernas del país. El edificio fue reinaugurado en el 1 de mayo de 2013, por tal motivo las sesiones parlamentarias se realizaron en el Teatro de Prosa del Centro del Conocimiento.

## Distinción
Recibió la máxima distinción otorgada por el Gobierno de Francia: la medalla Caballero de la Legión D' Honneur de Francia. La propuesta del Presidente de la República de Francia para distinguir al Ing. Carlos Eduardo Rovira en mérito a la gestión política fue efectuada por el Ministerio de Relaciones Exteriores galo cuando en ese momento el primer mandatario provincial se desempeñaba como Intendente de Posadas entre 1995 y 1999.
La distinción fue ratificada el 4 de junio de este año cuando fue nombrado Caballero de la Orden Nacional de la Legión de Honor por el presidente de la República Francesa, Jacques Chirac. La entrega de la distinción se produjo en el marco de una ceremonia especial, oportunidad en que el embajador de Francia en Argentina, Francis Lott, asumió la representación del presidente Chirac.